# هولا (فیلم ۱۹۲۷)
هولا (انگلیسی: Hula) یک فیلم صامت آمریکایی  در ژانر کمدی رمانتیک به کارگردانی ویکتور فلمینگ و هنری هاتاوی است که در سال ۱۹۲۷ منتشر شد. از بازیگران آن می‌توان به کلارا بو و دوک کاهاناموکو اشاره کرد.